# Upernavik
Upernavik ("Stedet hvor man tilbringer foråret") er en grønlandsk by i Avannaata Kommune. Den ligger på en ø med samme navn ved Baffinbugten i det nordligste Vestgrønland. Der bor ca. 1.124 mennesker i byen, hvilket gør den til en af Grønlands største byer, og ca. 1.677 i de ni omkringliggende bygder (2014). Upernavik var hovedbyen for den tidligere Upernavik Kommune, der havde et areal næsten på størrelse med Storbritannien.
Byens venskabsby er Odense.

## Historie
I 1772 grundlagde Andreas Bruun kolonien Upernavik på den sydlige del af Upernavik Ø, hvor havet uanset vejret altid var roligt. Upernavik var stedet, man tog til om foråret, når isen brød op; dels for at handle og dels for at fiske og drive fangst ud til det åbne hav, deraf navnet Upernavik ("Forårspladsen").
For de allerede bosatte grønlændere blev det overgangen til et helt nyt samfund. Men koloniens danske beboere led af kulde og sult, når forsyningerne med skib udeblev, og det skete flere gange, at danskerne forlod kolonien igen. I 1823 genoprettedes handelen i distriktet, og Upernavik fik status som et udsted under kolonien Godhavn, inden den i 1826 blev en selvstændig koloni.
Erhvervsgrundlaget var baseret på den traditionelle fangst. Sæl, hval, fisk og fugl udgjorde hovedbestanddelen af befolkningens mad, og klæder blev fremstillet af skind fra diverse fangstdyr. Et vigtigt fangstdyr var lomvien, som i dag stadig yngler på to meget store fuglefjelde i området. Både fuglene og deres æg blev brugt som mad. Omkring 1920 begyndte man at fiske efter hellefisk, men først i 1980'erne kom der for alvor gang i fiskeriet, således at man nu ikke længere betegner Upernavik som et fangersamfund, men som et fiskersamfund.
På grund af den meget sparsomme arkæologiske aktivitet, der har været i området omkring Upernavik, er der meget lidt viden om de første stenalderkulturer i området. Der har kun været to organiserede udgravninger, men til gengæld er mange af de tidligere vinterhuse fra Thule-kulturen stadig synlige. På Upernavik Ø ligger der flere hustomter, og med båd er det muligt at besøge flere tidligere bopladser fra 1600- og 1700-tallet.
På øen Kingittorsuaq ca. 20 km nord for Upernavik blev der i 1824 fundet en lille runesten, der efterfølgende blev foræret til Nationalmuseet i København. Runestenen vidner om nordboernes rejser langt mod nord i Grønland.

## Byen
Upernavik Kirke er fra 1926. Den blev udvidet i 1990 og har 300 siddepladser. På alteret bag den syvarmede lysestage står en lille afstøbning af Bertel Thorvaldsens Kristus-figur.
I byens folkeskole Prinsesse Margrethe Skolen er der er plads til ca. 235 elever fra 1. til 10. klasse. Desuden findes et ungdomskollegium til elever fra områdets bygder, der går i overbygningsklasserne i Upernavik.
Byens eneste supermarked sælger de almindeligste kolonial- og fødevarer. Desuden sælges isenkram, tøj, støvler, kosmetik, strikkegarn, syartikler, mv. i et begrænset udvalg.
Byens sportshal blev indviet i 2006.
Byens sygehus er opført i 1996 på samme sted, hvor det gamle sygehus nedbrændte. Sygehuset fungerer både som skadestue og som almindelig lægepraksis. Der udføres småbehandlinger, og der er mulighed for mindre operationer. Derudover er der en tandlæge i kortere eller længere perioder om året. Ved komplicerede sygdomme eller behandlinger som ikke kan klares lokalt, overføres patienten til Dronning Ingrids Hospital i Nuuk eller Rigshospitalet i København.
Transporten rundt i distriktet foregår med private både eller helikopter. Upernavik Lufthavn i udkanten af byen har en landingsbane på 799 m. Der er flyforbindelse fra Kangerlussuaq Lufthavn via Illulissat til Upernavik. Rederiet Royal Arctic Line transporterer jævnligt gods til og fra Upernavik.
Hovederhvervet er fiskeri af hellefisk med langline og garn. Der drives også jagt på sæl, hval[kilde mangler] og isbjørn.
Selv om Upernavik stadig bærer præg af den gamle fangerkultur, er der kun få, som ernærer sig som fuldtidsfangere. Mange er dog fritidsfangere/-fiskere, og i weekenderne sejler der mange små motorbåde ud på fangst og fiskeri.

## Natur
Upernavik ligger på en af de mange øer syd for Upernavik Isfjord. På øen Qaarsorsuaq lige syd for Upernavik ligger det 1.041 m høje bjerg Sandersons Hope.
Hele områder er kendt for sine fuglefjeld og sit rige fugle- og dyreliv, og på Upernavik Ø yngler bl.a. polarlomvie, lunde og tejst på de stejle klippevægge. Distriktets fjelde består hovedsageligt af gnejs, granit og syenit. Gnejsen er flere steder stærkt foldet og mangefarvet. I distriktets sydlige del er basalten dominerende, og man ser nogle steder formationer af basaltsøjler.
Midnatssol og mørketid veksler i en årlig cyklus med midnatssol fra primo maj til primo august. Mørketiden strækker sig fra primo november, hvor solen for sidste gang viser sig, og indtil primo februar. Overgangene sker ikke pludseligt; dagene bliver mærkbart lysere eller mørkere fra dag til dag.

## Turisme
Der er bed & breakfast, flere gæstehuse i byen. Hvis man vil overnatte i telt, kan turistkontoret henvise til et sted, hvor det er muligt at campere.
I den gamle bydel ligger også Upernavik Museum. Det betegnes som verdens nordligste frilandsmuseum og består bl.a. af den gamle kirke og den gamle købmandsbutik. Den gamle kirke er opført 1839 og er dermed den næstældste eksisterende bygning i Upernavik. Kirken blev i 1882 udvidet med et kirketårn. Bygningen fungerede desuden som sysselrådssal i perioden 1925 – 1950. Da sysselrådets mødelokale stod tomt efter indførelsen af en kommunalbestyrelse, blev bygningen omdannet til museum i starten af 1950'erne. Museets grundsamling består af kulturhistoriske genstande fra den gamle fangerkultur. I de permanente udstillinger er der lagt vægt på traditionelle transportmidler og fangstdyr. Derudover er der en række skiftende udstillinger.
På kirkegården i Upernavik ligger polarforskeren Peter Freuchens kone Navarana begravet. Hun døde under en influenzaedipemi i 1921 under den 5. Thule-ekspedition. Graven er støbt i beton og meget iøjnefaldende. Da Navarana ikke var ikke døbt, nægtede præsten at begrave hende, og Peter Freuchen forestod derfor selv begravelsen.
Næsten dagligt i Upernavik bliver der solgt grønlandsk proviant såsom rå og tørret fisk, sæl -og hvalkød, mattak m.m. på "Brædtet", som er beliggende midt i byen ved hovedgaden foran sygehuset og alderdomshjemmet. Stedet fungerer samtidig som samlingssted, hvor man udveksler nyheder.
Der er stadig mulighed for at komme meget tæt på den traditionelle fangerkultur. Upernavik grænser op til Melville Bay, der er udlagt som nationalpark, hvor kun fangerne fra Upernavik og distriktets bygder har lov at jage. Der fanges stadig narhvaler på traditionel vis fra kajak, ligesom der også jages hvidhvaler og isbjørne. Området er velegnet til kajaksejlads fra bygd til bygd eller til udflugter med chartrede både. Bådturene går blandt andet gennem skærgården mod øst til bunden af fjorden, hvor de kælvende gletsjere ligger tæt og producerer isfjelde af enorme størrelser. Det er også muligt at tage med en fanger på hundeslædetur på fangst. Overnatning foregår i et telt spændt ud over slæden.

## Bygder i distriktet
- Kullorsuaq
- Nuussuaq
- Nutaarmiut
- Tasiusaq
- Innaarsuit
- Naajaat
- Aappilattoq
- Kangersuatsiaq
- Upernavik Kujalleq